# Trembita (instrument)
Pour les articles homonymes, voir Trembita.
Le trembita (du vieux germanique trumba, « trompette ») est une corne alpine en bois. Il est commun parmi les montagnards ukrainiens Houtsoules qui vivent dans l’ouest de l’Ukraine, l’est de la Pologne, la Slovaquie et le nord de la Roumanie. En Pologne, il est connu sous le nom de trombita (dans le sud), bazuna (dans le nord) ou ligawka (dans le centre de la Pologne).

## Description

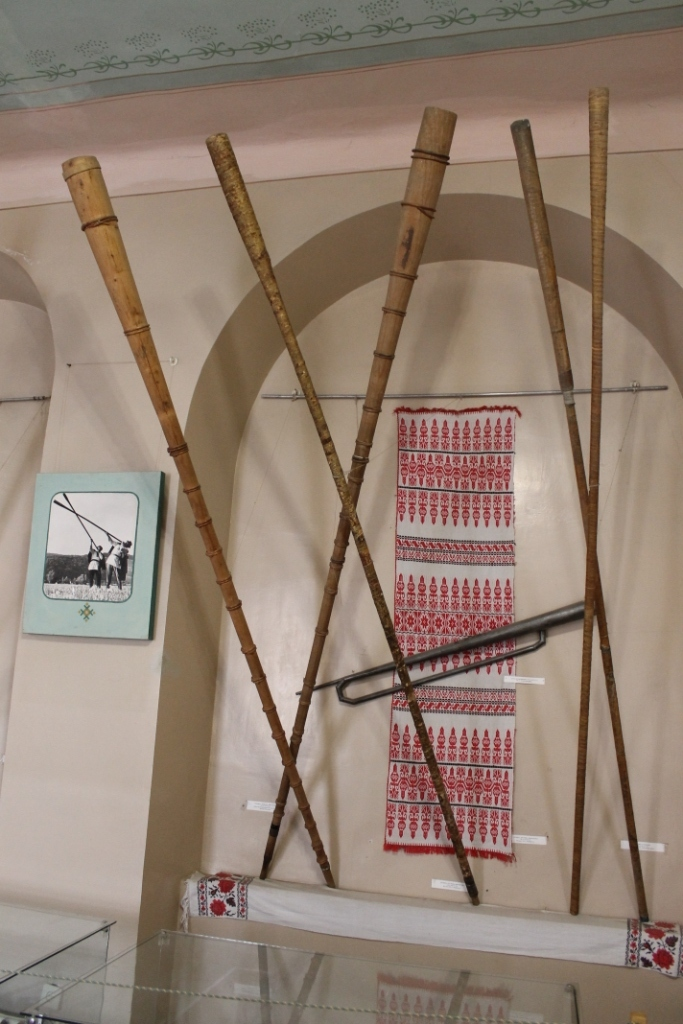
Cinq trembitas dans un musée

Le trembita était principalement utilisé par les montagnards connus sous le nom de Houtsoules et Gorals dans les Carpates. Il était utilisé comme dispositif de signalisation pour annoncer les décès, les funérailles, les mariages.
Le tube est fabriqué à partir d’un long morceau droit de pin ou d’épinette (de préférence frappé par la foudre) qui est divisé en deux afin de sculpter le noyau. Les moitiés sont à nouveau réunies puis enveloppées dans de l’écorce de bouleau ou des anneaux d'osier. Il est également utilisé par les bergers pour la signalisation et la communication dans les montagnes boisées et pour guider les moutons et les chiens. Le trembita a un timbre beaucoup plus brillant que celui du cor des Alpes en raison de son alésage étroit et de son évasement très mineur.
Le trembita n’a pas d’ouvertures latérales et donne donc la série harmonique naturelle pure du tuyau ouvert. Les harmoniques supérieures sont les plus facilement obtenues en raison du petit diamètre de l’alésage par rapport à la longueur.
Les notes de la série harmonique naturelle se chevauchent, mais ne correspondent pas exactement, aux notes trouvées dans la gamme chromatique familière du tempérament égal occidental standard. Plus importantes dans la gamme du trembita, les 7e et 11e harmoniques sont particulièrement remarquables parce qu’elles tombent entre des notes adjacentes dans la gamme chromatique.

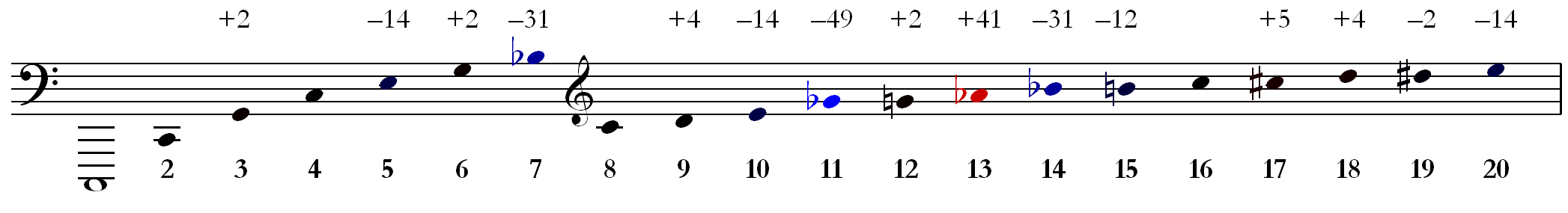
600

Entre les mains d’un compositeur ou d’un arrangeur qualifié, les harmoniques naturelles peuvent être utilisées pour un effet mélancolique obsédant ou, au contraire, pour créer une charmante saveur pastorale.

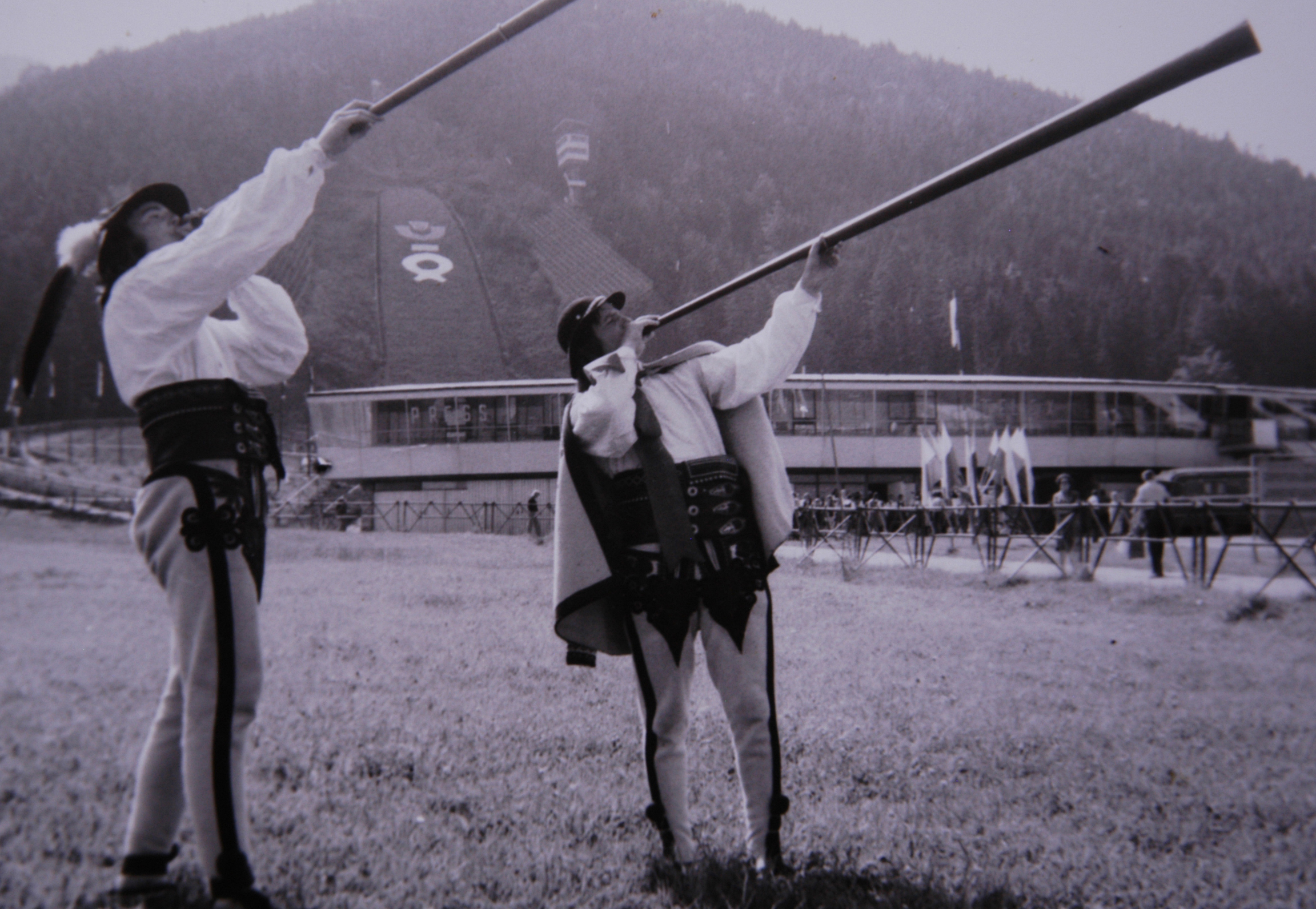
Podhale highlanders, Poland, Pologne, jouant des trombitas.

## Utilisation moderne
Le trembita est souvent utilisé dans les ensembles ethnographiques ukrainiens et comme instrument épisodique dans l’orchestre d’instruments folkloriques ukrainiens.
Le trembita a été montré au Concours Eurovision de la chanson 2004 par la gagnante ukrainienne du concours Ruslana lors de son interprétation de la chanson Wild Dances.

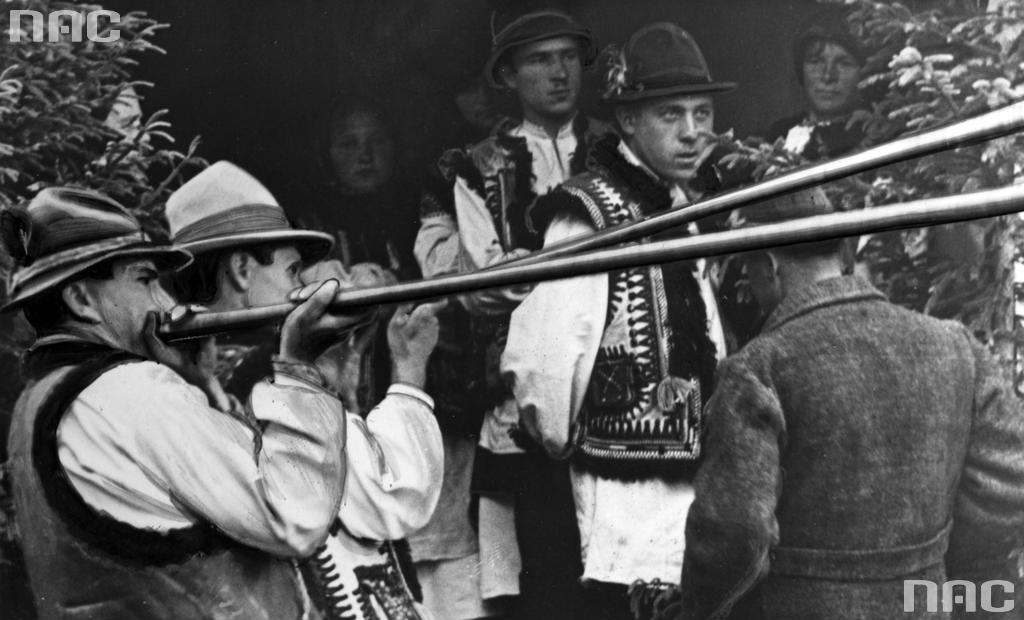
Hutsuls jouant des trembitas

Il est également utilisé par le groupe ukrainien ONUKA.
Le trembita le plus long (8,35 m) a été réalisé par le musicien folklorique polonais Józef Chmiel, situé en République tchèque.

## Instruments similaires
- Le cor des Alpes, utilisé par les montagnards en Suisse et ailleurs
- Erke, un instrument similaire du Nord-Ouest argentin
- Trompette en bouleau, un instrument similaire utilisé en Norvège, en Suède et dans la région de la mer Baltique
- Lur, terme scandinave pour trompette de bouleau
- Trâmbiță ou Bucium, un type de cor des Alpes utilisé par les montagnards et par les bergers en Roumanie et en Moldavie

## Sources
- A. Humeniuk, Ukrainski narodni muzychni instrumenty, Kiev, Naukova dumka, 1967.
- Victor Mizynec, Folk instruments of Ukraine, Doncaster, Bayda Books, 1987 (ISBN 0-908480-19-9, OCLC 19355447).
- Leonid Musiiovych Cherkasky, Ukrainski narodni muzychni instrumenty, Kiev, Tekhnika, 2003 (ISBN 966-575-111-5, OCLC 56112444).